# Parc d'État d'Old Tunnel
Le parc d'État d'Old Tunnel (en anglais : Old Tunnel State Park) est une aire protégée américaine située dans le comté de Kendall, au Texas. Il a été créé en 2012.